# Magyarsas
Magyarsas (1899-ig Magyar-Jesztreb, szlovákul: Zemplínske Jastrabie) község Szlovákiában, a Kassai kerület Tőketerebesi járásában.

## Fekvése
Tőketerebestől 15 km-re, délre fekszik.

## Története
Területén már a történelem előtti időkben is éltek emberek. A bükki, a hallstatti kultúra, valamint a római kor településének maradványait találták a határában.
Első írásos említése az 1290 és 1292 között készített pápai tizedjegyzékben történik. 1419-ben Imreghi András és Cséke György birtoka. Később a Pálóci, Dobó és Mányoki család birtoka. Az 1470-es években Czékei Jánosé, a 17. században a Keresztessy és Bernáth családé. A 18. században a Bernáth és Bánffy családnak állt itt kúriája. 1663-ban és 1831-ben súlyos járványok tizedelték a lakosságot. 1725-ben 24 lakatlan és csak 7 lakott ház állt a faluban. 1767-ben a Bernáth, Csernell, Kossuth és Rhédey családok birtokoltak a faluban.1787-ben 79 házában 469 lakos élt.
A 18. század végén Vályi András így ír róla: „JESZTREB. Magyar, és Tót helység Zemplén Várm. földes Urai Bernát, Rédey, és Kossút Urak, lakosai elegyesek, fekszik Céke Ujlaknak szomszédságában, az Újhelyi Járásban, hegyes, völgyes, homokos határja 3 nyomásbéli, gabonát, és árpát terem, erdője tsekély, szőleje nints, rét nélkűl szűkölködik, piatzok Kassán, és Újhelyben.”
1828-ban 82 ház állt a településen 603 lakossal. Lakói földműveléssel, szőlő- és gyümölcstermesztéssel foglalkoztak.
Fényes Elek 1851-ben kiadott geográfiai szótárában így ír a faluról: „Magyar-Jesztreb, magyar-orosz falu, Zemplén vmegyében, Zemplénhez éjszakra 1 mfldnyire: 147 r., 239 g. kath., 3 evang., 172 ref., 28 zsidó lak., ref. szentegyházzal, s rom. kath. kápolnával. Van szőlőhegye, 1047 hold szántófölde. F. u. Rhédey, Bernáth s m. Ut. p. Velejte.”
Borovszky Samu monográfiasorozatának Zemplén vármegyét tárgyaló része szerint: „Magyarsas, azelőtt Magyar-Jesztreb, magyar és tót kisközség 110 házzal és 578, nagyobbára róm. kath. vallású lakossal. Postája Czéke, távírója Sátoraljaújhely s a legközelebb eső vasúti állomása Upor. 1419-ben Cseke Györgyöt és Imreghi Andrást iktatják birtokába. Azután földesurai a Pálócziak is, kik a maguk részét a Dobi és a Monaky családnak zálogosítják el. 1478-ban Czékei Jánost is birtokosai között találjuk. 1510-ben Eödönffy Pétert, Gerendy Lászlót és 1520-ban Bánffy Pétert, Eödönffy Imrét, Dobó Zsófiát, Gerendy Lászlót és Czékey Jánost iktatják némely részeibe. 1561-ben Soós János is birtokosa, s az 1598-iki összeírásban Soós András, István és Ferencz és Bánczy János özvegye vannak bejegyezve. 1700 táján a Buttkay és a Bernáth családok, azután a Szeghy család, az újabb korban pedig a Rédey, Kossuth, Szepsy és a Bernáth családok bírták. Ezidőszerint Bernáth Győzőnek és Gyulának van itt nagyobb birtokuk s az elsőnek régi kúriája, melyet még Bánffy Péter építtetett; örökösödés révén a Keresztesy családé volt és házasság útján a XVII. században került a Bernáth család kezére, mely azt azután 1843-ban átalakíttatta. Ezt a községet sem kímélte meg a XVII. században a pestis s 1831-ben a kolera. Lakosai szintén részt vettek a pórlázadásban. A községben a reformátusoknak van templomuk, mely ősrégi, de az átalakításokkal elrontották. Dűlőnevei közül figyelmet érdemelnek a Bacsó-Rét, Binyő, Viadal és Akasztódomb nevezetűek.”
1920-ig Zemplén vármegye Sátoraljaújhelyi járásához tartozott, majd az újonnan létrehozott csehszlovák államhoz csatolták. 1938 és 1945 között ismét Magyarország része.

## Népessége
| Év:            | 1994. | 2004.   | 2014.   | 2024.   |
| -------------- | ----- | ------- | ------- | ------- |
| Emberek száma: | 582   | 633     | 665     | 651     |
| Eltérés:       |       | +8,76 % | +5,05 % | -2,10 % |

| Év:            | 2023. | 2024.   |
| -------------- | ----- | ------- |
| Emberek száma: | 643   | 651     |
| Eltérés:       |       | +1,24 % |

1880-ban 604 lakosából 392 szlovák és 114 magyar anyanyelvű volt.
1890-ben 592 lakosából 395 szlovák és 123 magyar anyanyelvű volt.
1900-ban 578 lakosából 173 szlovák és 405 magyar anyanyelvű volt.
1910-ben 562 lakosából 159 szlovák és 397 magyar anyanyelvű volt.
1921-ben 603 lakosából 457 csehszlovák és 92 magyar volt.
1930-ban 642 lakosából 603 csehszlovák és 10 magyar volt.
1941-ben 705 lakosából 150 szlovák és 549 magyar volt.
1941-ben 607 lakosából 599 szlovák és 5 magyar volt.
2001-ben 643 lakosából 633 szlovák és 6 magyar volt.
2011-ben 660 lakosából 635 szlovák és 5 magyar.

## Nevezetességei
- A Hétfájdalmú Szűzanya tiszteletére szentelt, római katolikus temploma.